# Chlamys varia
Chlamys varia är en musselart som först beskrevs av Carl von Linné 1758.  Chlamys varia ingår i släktet Chlamys och familjen kammusslor. Arten är reproducerande i Sverige.

## Underarter
Arten delas in i följande underarter:
- C. v. varia
- C. v. nivea

## Bildgalleri

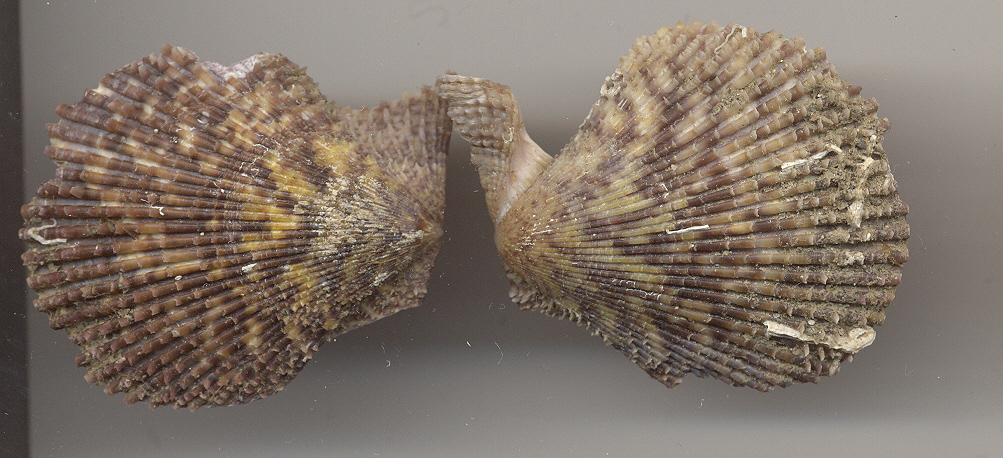
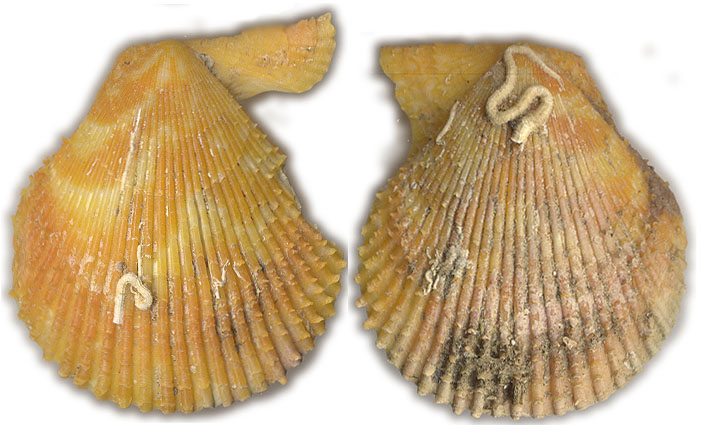
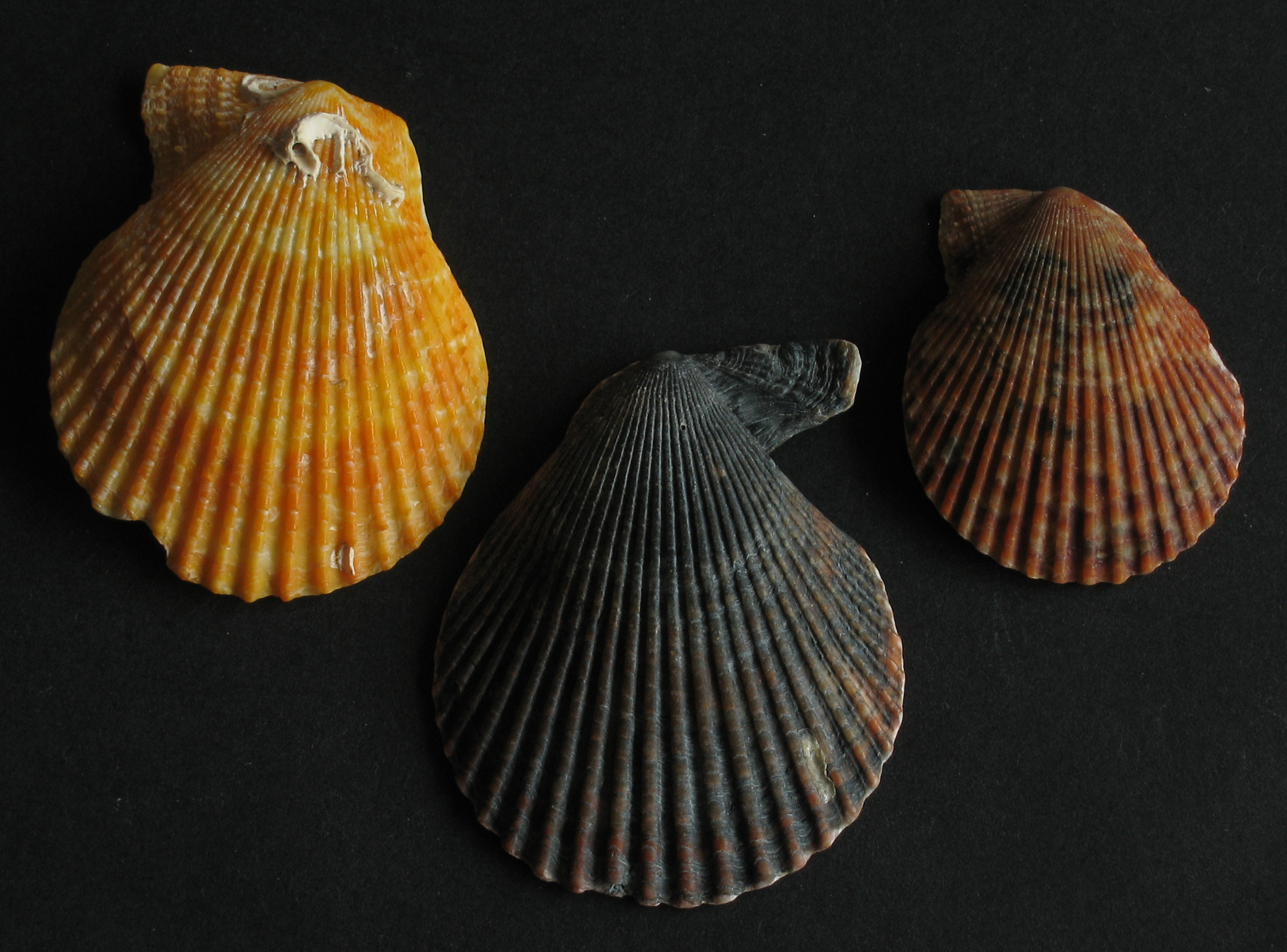